# جنون البقر

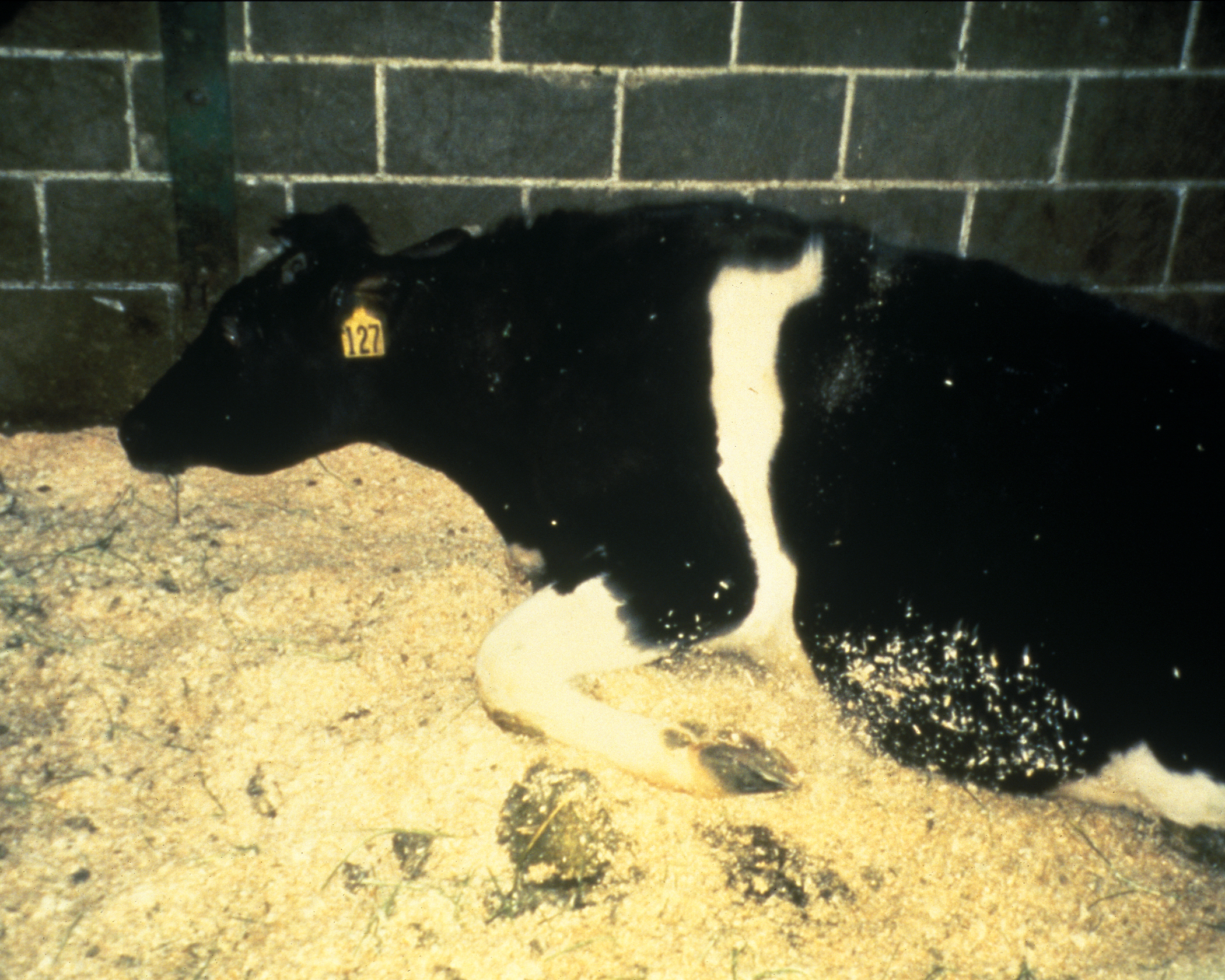
بقرة مُصابة بجنون البقر، وقد فقدت قدرتها على الوقوف.

اعتلال الدماغ الإسفنجي البقري أو مرض الدماغ الاسفنجي البقري (بالإنجليزية: Bovine spongiform encephalopathy)‏‏ (BSE) أو كما يُعرف بـجنون البقر، هو مرض اعتلال دماغي قاتل يُصيب البقر، ويؤدي إلى انكماش الدماغ والنخاع الشوكي. ويتميز المرض بطول فترة الحضانة، والتي تصل بين 2.5 سنة إلى 8 سنوات، وتؤثر عادةً على الأبقار البالغة التي وصل عُمرها بين 4-5 سنوات، وجميع سلالات البقر مُعرضة للمرض دون استثناء. يتسبب بمرض جنون البقر تجمع بروتين البريون. وهو يدمر أجزاء من المخ حتى يصير مليئاً بالفراغات كالإسفنج أو كالغربال.

## الأعراض
تظهر على الماشية المصابة تغيرات في السلوك، وحركات لا إرادية (ارتجافات)، ونقص في التناسق العصبي الحركي ثم ينتهي المرض بالنفوق.

## ظهور المرض واكتشافه
هذه الحالة النادرة قد تم تشخيصها لأول مرة في الماشية في عام 1986، ولا يزال المرض محصوراً في الماشية التي استوردت من بريطانيا، ومع ذلك، قد يكون مرض جنون البقر قد انتقل من البقر إلى البشر.

## أسباب الإصابة وكيفيتها
يتسبب مرض جنون البقر عن العدوى بما يسمى البريون، وهو نوع غير عادي من العوامل المعدية، وقد أصيبت الماشية البريطانية أصلاً بالمرض بسبب إطعامها مواد ملوثة ناتجة عن خراف نافقة كان المزارعون قد قاموا بفرم لحومها الميتة وخلطها بعلف الماشية !
وبعض تلك الخراف كان قد أصيب من قبل بمرض مماثل من أمراض البريونات يسمى مرض الحك والفرك.

## العدوى للبشر
في عام 1996م، تبين إصابة عشرة أشخاص في بريطانيا بصورة مختلفة من مرض كروتزفيلد جاكوب (CJD) Creutzfeldt- Jakob Disease.
وهو مرض قاتل يصيب الجهاز العصبي المركزي وهو يتسبب أيضاً عن نوع من البريون.
وهذا المرض يحدث حالة خبال تتزايد بسرعة، مع تشنجات عضلية وارتعاشات وتصلب، لا يوجد علاج معروف، والمرض يكون في الغالب قاتلاً في غضون عام واحد.
ثمة دلائل قوية تربط بين تلك الصورة المختلفة من مرض CJD في البشر ومرض جنون البقر في الماشية، وليس من الواضح ما إذا كانت الحالات ناتجة عن تناول لحوم أو مخاخ الماشية أم لا.
كما أن ثمة أشخاص عديدون مصابون بذلك المرض جاءوا أصلاً من مزارع بها أبقار مريضة بجنون البقر.
بينما كان غيرهم أشخاصاً صغاراً ممن لم يعملوا في مزارع من قبل، وبالنسبة لعام 1999م، يبدو أن كلاًّ من مرض جنون البقر ومرض كروتزفيلت – جاكوب يعتبران من الأحداث النادرة، ويرجح أنهما محصوران فقط في مكان واحد من العالم، وفي فترة قصيرة من الزمن.